# Cantó de Briva la Galharda Sud-Oest
El cantó de Briva la Galharda Sud-Oest és un cantó francès del departament de la Corresa, situat al districte de Briva la Galharda. Comprèn 4 municipis i part del de Briva la Galharda.

## Municipis
- Briva la Galharda
- Estival
- Jutjal e Nasareth
- Nespols
- Noalhas

## Història
| Data d'elecció                           | Identitat         | Partit | Qualitat |
| ---------------------------------------- | ----------------- | ------ | -------- |
| 1970-1976                                | Jean Labrunie     | MRG    |          |
| 1976-2001                                | Jacques Chaminade | PCF    |          |
| 2001-                                    | Alain Vacher      | PCF    |          |
| les dades anteriors no són pas conegudes |                   |        |          |
|                                          |                   |        |          |

| 1962 | 1968 | 1975 | 1982 | 1990 | 1999 | 2006   |
| ---- | ---- | ---- | ---- | ---- | ---- | ------ |
| -    | -    | -    | -    | -    | -    | 10.816 |